# Plan de Guadalupe, Puebla
Plan de Guadalupe är en ort i Mexiko.   Den ligger i kommunen Tlatlauquitepec och delstaten Puebla, i den sydöstra delen av landet, 170 km öster om huvudstaden Mexico City. Plan de Guadalupe ligger 2 227 meter över havet och antalet invånare är 932.
Terrängen runt Plan de Guadalupe är huvudsakligen kuperad, men den allra närmaste omgivningen är platt. Terrängen runt Plan de Guadalupe sluttar norrut. Runt Plan de Guadalupe är det ganska tätbefolkat, med 129 invånare per kvadratkilometer. Närmaste större samhälle är Zaragoza, 3,9 km söder om Plan de Guadalupe. I omgivningarna runt Plan de Guadalupe växer huvudsakligen savannskog.